# Supremo Tribunal de Justiça de Timor-Leste
No texto da Constituição de Timor-Leste grafa-se Supremo Tribunal de Justiça, mas, enquanto perdurar a transição denomina-se Tribunal de Recurso de Timor-Leste. É o mais alto órgão da hierarquia dos tribunais judiciais do país e o garante da aplicação uniforme da lei, com jurisdição em todo o território nacional e competente também para administrar a justiça em matérias de natureza jurídico-constitucional e eleitoral. Integra a Conferência das Jurisdições Constitucionais dos Países de Língua Portuguesa.
O Presidente do Supremo Tribunal de Justiça é nomeado para um mandato de quatro anos pelo Presidente da República, de entre os juízes do Supremo Tribunal. 

## História

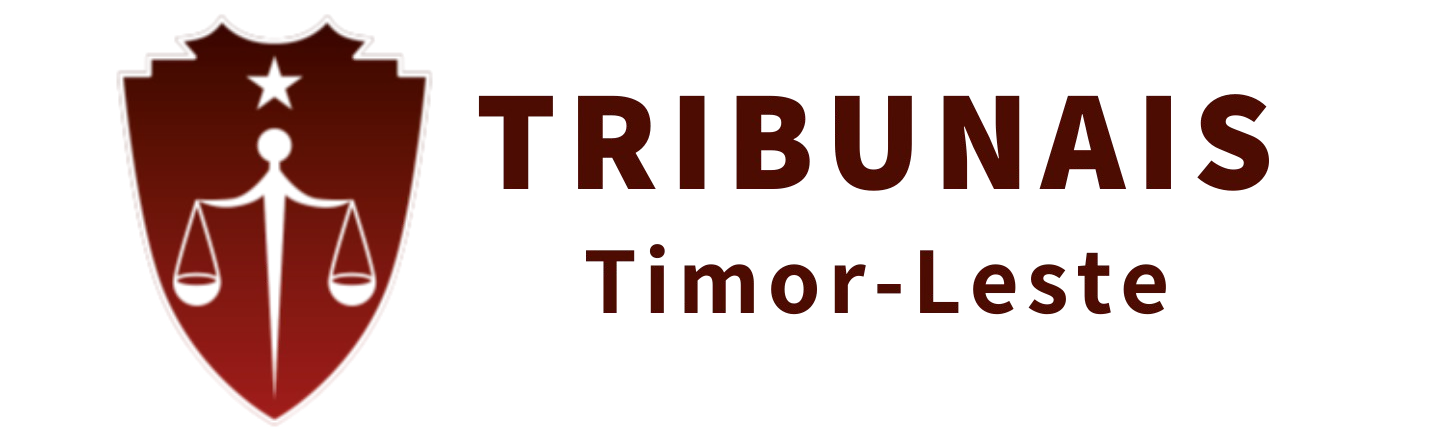
Brasão.

Foi criado em 20 de maio de 2002 pela Constituição Política de Timor-Leste em seu atigo numero 124. O funcionamento e composição está em voga no artigo numero 125 da referida constituição.

## Competências
As competências são elencadas pelo artigo 126 e assegura que ao Supremo Tribunal de Justiça compete no domínio das questões jurídico-constitucionais:
- Apreciar e declarar a inconstitucionalidade e ilegalidade dos actos legislativos e normativos dos órgãos do Estado;
- Verificar previamente a constitucionalidade e a legalidade dos diplomas legislativos e dos referendos;
- Verificar a inconstitucionalidade por omissão;
- Decidir, em sede de recurso, sobre a desaplicação de normas consideradas inconstitucionais pelos tribunais de instância;
- Verificar a legalidade da constituição de partidos políticos e suas coligações e ordenar o seu registo ou extinção, nos termos da Constituição e da lei;
- Exercer todas as outras competências que lhe sejam atribuídas na Constituição ou na lei.
- No domínio específico das eleições, cabe ao Supremo Tribunal de Justiça:
- Verificar os requisitos legais exigidos para as candidaturas a Presidente da República;
- Julgar em última instância a regularidade e validade dos actos do processo eleitoral, nos termos da lei respectiva;
- Validar e proclamar os resultados do processo eleitoral.[4]

## Membros
Pelo artigo 125 da Costituição de Timor-Leste o Supremo Tribunal de Justiça é composto por juízes de carreira, por magistrados do Ministério Público ou por juristas de reconhecido mérito, em número estabelecido por lei, sendo:  um eleito pelo Parlamento Nacional e os demais designados pelo Conselho Superior da Magistratura Judicial. É exigido que sejam timorenses.

### Presidentes
O mandato dos presidentes da corte judicial é de quatro anos e pode ser prorrogado.
| Name                          | Imagem | Mandato                   | Observações                             |
| ----------------------------- | ------ | ------------------------- | --------------------------------------- |
| Cláudio de Jesus Ximenes      |        | 2003–2014                 | Reeleito duas vezes, retirada prematura |
| Guilhermino da Silva          |        | 2014–2017                 | Renunciou por motivos de saúde em 2017. |
| Maria Natércia Gusmão Pereira |        | interina 2015/16 e 2017   | [ 8 ]                                   |
| Deolindo dos Santos           |        | Desde 28 de abril de 2017 | [ 9 ]                                   |